# آروسر روتورن
آروسر روتورن (به لاتین: Aroser Rothorn) یک کوه در سوئیس است که در کانتون گراوبوندن واقع شده‌است. آروسر روتورن ۲٬۹۸۰ متر بالاتر از سطح دریا واقع شده‌است.